# Тур с Иванушками
«Тур с Иванушками» — российский полнометражный комедийный фильм 2024 года режиссёра Марка Горобца в жанре «роуд-муви». В фильме принимают участие солисты музыкального поп-коллектива «Иванушки International».
Премьера фильма состоялась 18 июня 2024 года в Московском кинотеатре «Октябрь», в широкий прокат — 20 июня того же года.

## Сюжет
Три подруги, в детстве фанатевшие от «Иванушек International», осознают, что за всю жизнь не реализовали свои мечты. Они решают поехать в тур за «Иванушками» по югу России, чтобы отвлечься от всех своих проблем. Им нужно передать письмо от четвёртой подруги Вики. Но одна из героинь берёт свою дочь, которая возможно изменит планы героев.  

## Роли исполняют
- Агата Муцениеце — Катя
- Ольга Сухарева — Инна
- Анна Пескова — Ася
- Александрина Олексюк — Юля
- Андрей Григорьев-Аполлонов
- Кирилл Андреев
- Кирилл Туриченко
- Роман Курцын — Коля
- Роман Маякин — Макс
- Пётр Рыков — Паша, жених Аси

## Съёмочная группа
- Режиссёр: Марк Горобец
- Сценаристы: Анна Макаренкова, Андрей Никифоров, Дарья Шелякина, Роман Баранов
- Оператор: Андрей Гуркин
- Художник: Анна Стрельникова
- Продюсеры: Михаэль Шлихт, Дмитрий Пристансков, Сергей Грибков, Юрий Будников

## Съёмки
Работа над фильмом началась 24 августа 2023 года в городе Сочи. Некоторые сцены фильма были сняты в Геленджике, Анапе, Краснодаре и Москве. Съёмки фильма завершились 20 мая 2024 года.

## Кассовые сборы
В день премьеры фильм собрал в прокате 7,9 млн рублей, в первый уик-энд — 41,1 млн, на второй уик-энд — 18,4 млн.

## Саундтрек
В саундтрек вошли песни группы «Иванушки International», и их песня «Реви» в исполнении Юлианны Карауловой:
1. Кукла
2. Поверь, мне тоже очень жаль
3. Вселенная
4. Миллионы огней
5. Тополиный пух
6. Подожди меня
7. Девчонка-девчоночка
8. Капелька света
9. Два океана
10. Колечко
11. Подсолнух
12. Небо
13. Реви
14. Тучи
15. Беги, беги
16. Где-то
17. Снегири
18. Билетик в кино
19. Письма лета
20. Юлианна Караулова — Реви

## Критика
«Тур с Иванушками» следует воспринимать как: а) туристическую открытку красот российского юга; б) как ностальгическую семейную историю об отношениях отцов и детей и поиске собственной идентичности.
— Илона Егиазарова, «Вокруг ТВ», 14 июня 2024 года

Соблюсти баланс трогательного и смешного, так необходимый в комедии, авторам удаётся разве что в том смысле, что и те и другие приключения вызывают чувство острой неловкости за всех причастных. И даже песне про тополиный пух не удаётся спасти…
— Юлия Шагельман, «Коммерсантъ», 19 июня 2024 года